# Republikanska kongresspartiet
Republikanska kongresspartiet (al-Mu’tamar min ajl il-Jumhūriyyah) är ett liberalt mittenparti i Tunisien som, sedan bildandet den 25 juli 2001, leds av den förre människorättsaktivisten Moncef Marzouki.
2002 förbjöds partiet av Zine El Abidine Ben Alis regim och Marzouki gick i exil i Paris, varifrån han återvände efter jasminrevolutionen 2011.
I valet den 23 oktober 2011 blev kongresspartiet det näst största med över 340 000 röster, vilket gav dem 29 platser i konstitutionsrådet.